# Nat Adderley
Nathaniel "Nat" Adderley (25. november 1931 i Florida – 2. januar 2000) var en amerikansk trompetist og kornetist.
Adderley der var bror til Cannonball Adderley, spillede med sin brors kvintet til dennes død i 1975. 
Han har også spillet med J.J. Johnson, Ray Charles, Lionel Hampton, Johnny Griffin, Ron Carter, Philly Joe Jones, Sonny Rollins og Sonny Fortune.
Adderley lavede en del plader med egne grupper efter 1975 og frem til sin død i 2000.